# فلیکس خوجویان
فلیکس آلبرتی خوجویان (ارمنی: Ֆելիքս Ալբերտի Խոջոյան؛ زادهٔ ۲۲ دسامبر ۱۹۷۴ در گیومری) یک بازیکن فوتبال بازنشسته در پست مدافع اهل ارمنستان است.

## باشگاهی
از باشگاه‌هایی که در آن بازی کرده‌است می‌توان به باشگاه فوتبال شیراک، باشگاه فوتبال اسپارتاک ایروان، باشگاه فوتبال بانانتس، باشگاه فوتبال پگاه گیلان  اشاره کرد.

## تیم ملی
وی همچنین در تیم ملی فوتبال ارمنستان بازی کرده است. خوجویان نخستین بازی ملی خود را که در چهارچوب مرحله مقدماتی جام جهانی فوتبال ۱۹۹۸ بود در ۳۰ آوریل ۱۹۹۷ در ایروان در مقابل ایرلند شمالی انجام داده است.

## افتخارات

### باشگاهی
شیراک
- لیگ برتر فوتبال ارمنستان: ۵
  - قهرمان - ۱۹۹۴, ۱۹۹۹
  - نایب قهرمان - ۱۹۹۵/۹۶, ۱۹۹۷, ۱۹۹۸
  - مقام سوم ۲۰۰۰
- جام استقلال ارمنستان نایب قهرمان (۲): ۱۹۹۴، ۱۹۹۹
- سوپر جام فوتبال ارمنستان قهرمان (۲): ۱۹۹۷٬۲۰۰۰
- سوپر جام فوتبال ارمنستان نایب قهرمان (۱): ۱۹۹۹

 اسپارتاک ایروان
- لیگ برتر فوتبال ارمنستان
  - مقام سوم ۲۰۰۱